# Bilegiin Damdinsüren
Bilegiin Damdinsüren (mongolisch Билэгийн Дамдинсүрэн, wiss. Transliteration Bilėgijn Damdinsürėn; * 1919 im Töw-Aimag; † 12. Januar 1992 in Ulaanbaatar) war ein mongolischer Komponist.
Damdinsüren gilt als einer der bedeutendsten mongolischen Komponisten sowie als Begründer der mongolischen klassischen Musik. Er komponierte die Nationalhymne der Mongolei. Damdinsüren wurde für die Komposition von Opern bekannt, die traditionelle Volksmelodien integrierten, er hat auch die beliebteste mongolische Nationaloper Uchirtai Gurvan Tolgoi komponiert. Zwischen 1940 und 1990 komponierte Damdinsüren die Musik zu elf mongolischen Filmen.

## Werke (Auswahl)

### Opern
- Uchirtai Gurvan Tolgoi[9] (dt.: „Drei traurige Hügel“, 1942); für Symphonieorchester; mit Belcanto-Gesang;[8] Libretto von Daschdordschiin Natsagdordsch[10]
- Iim negen Haan baijee[9]

### Kammermusik
- Hentiin Öndör Uuland (dt.: „In den hohen Bergen von Chentii“, 1947); Komposition für Violine solo[9]

### Filmmusik
- Tsogt taij (1945)[11][12]

### Lieder
- mit Tsendiin Damdinsüren (Text) und Luwsandschambyn Mördordsch (Melodie): Mongol Ulsyn töriin duulal (dt.: „Nationalhymne der Mongolei“, 1950)[9]

## Auszeichnungen
- Staatspreis der Mongolischen Volksrepublik (1949, 1951)[9]